# Vladimir Arzamaskov
Vladimir Ivanovič Arzamaskov (in russo Владимир Иванович Арзамасков?; Stalingrado, 7 aprile 1951 – Mosca, agosto 1986) è stato un cestista sovietico.

## Carriera
Con l'Unione Sovietica disputò i Giochi olimpici di Montréal 1976 e i Campionati europei del 1977.

## Palmarès
- Campionato sovietico: 2

Spartak Leningrado: 1974-75
CSKA Mosca: 1977-78
- Coppa delle Coppe: 2

Spartak Leningrado: 1972-73, 1974-75